# القدر (فلم 1921)
صدر فيلم "Destiny" في الأصل في الولايات المتحدة بإسم"Behind the Wall" هو فيلم رومانسي خيالي ألماني صامت عام ١٩٢١ من إخراج فريتز لانغ مستوحى من قصة سافيتري الهندية يتحدث الفيلم عن امرأة تسعى جاهدة إلى لم شملها مع عشيقها الميت، بالإضافة إلى أنه يتبع ثلاث روايات رومانسية مأساوية أخرى تدور أحداثها في مدينة بالشرق الأوسط في البندقية وفي إيطاليا وفي الإمبراطورية الصينية.

## الحبكة
في فيلم "Some Time and Some Place" يركب زوجان شابان محبان عربة على طريق ريفي عندما يقابلان راكبًا متنقلًا ويعرضون عليه رحلة إلى المدينة وهم لايعرفون الكثير وهذا الشخص الغريب هو الموت نفسه.
في المدينة يزور "موت" مكتب رئيس البلدية حيث يشتري قطعة أرض صغيرة مجاورة لمقبرة البلدة، حول هذه الملكية أقام "موت"جدارًا عملاقًا غامضًا، يواجه الزوجان الشابان "موت" مرة أخرى في حانة وعندما تشتت انتباه الشابة يختفي عشيقها، تبكي وهي أمام الجدار الغامض ثم ترى مجموعة كبيرة من الأشباح تمر بجانبها ومن خلال الحائط، آخر هؤلاء الأشباح هو عشيقها وعلى الرغم من اعتراضها فإنه يتحرك أيضًا عبر الجدار ويدخل عالم الموت.
الشابة تواجه "موت ببلا هوادة وتتوسل إليه أن يأتي بها إلى حبيبها، قادها إلى غرفة كبيرة مظلمة بها شموع طويلة عديدة كل واحدة في مراحل مختلفة من الاحتراق، تطلب الشابة أن تعرف لماذا أخذ "موت" عشيقها بعيدًا ويخبرها "موت" أنه كان ببساطة يتبع مشيئة الله وأنه وقت موت عشيقها، تسأل عما إذا كان هناك أي شيء يمكن القيام به لاستعادة حبها بحجة أن الحب أقوى من الموت. يخبرها "موت" أن كل شمعة في الغرفة تمثل حياة بشرية وأنه حاليًا يوجد ثلاث شموع تومض وهي تمثل ثلاثة أرواح معلقة في الميزان، يعد "موت" الشابة بأنها إذا استطاعت إنقاذ حياة واحدة من هذه الأرواح بالحب فسيعيد حبيبها إلى الحياة.

## قصة النور الأول
خلال شهر رمضان المبارك في "مدينة المؤمنين" يدعو المؤذن أتباع العقيدة الإسلامية للصلاة، الأميرة زبيدي وشقيقة الخليفة تلتقي بعشيقها السري فرانك في المسجد، مع ذلك فإن فرانك مكشوف على أنه كافر ويتم مطاردته إلى السطح؛ حيث يهرب بالغطس في جسم مائي قريب ويزور الخليفة زبيد محاولاً معرفة أين تكمن ولاءاته، على الرغم من نفيها لوجود علاقة غرامية مع فرانك إلا أن الخليفة غير مقتنع وأخبرها أن حراسه يبحثون عنه في المدينة، بعد مغادرته أمرت زبيد خادمتها عائشة بالعثور على فرانك وإخباره بالتسلل إلى القصر الملكي بحلول الليل، يتبع أحد حراس الخليفة عائشة إلى فرانك ويبلغ سيده، عند حلول الظلام يتسلق فرانك حائط القصر ويلتقي مع زبيد ولكن قطعت عائشة هذا اللقاء محذرة إياهم من أن الخليفة على علم بوجود فرانك في القصر وقام بإرسال حراسه، بعد مطاردة قصيرة عبر أراضي القصر قبض الحُراس على فرانك وحكم عليه الخليفة بالإعدام.
يأمر الخليفة البستاني "موت" بدفن فرانك حياً، عندما رأت زبيدي ما حل بحبيبها وأن الموت يطالب به تحترق الشمعة الأولى من الثلاث شموع.

## قصة النور الثاني
خلال مهرجان الكرنفال في البندقية زار عشيقها جيانفرانشيسكو تاجر من الطبقة الوسطى سيدة نبيلة تُدعى مونا فياميتا، تم إجباره على الابتعاد بسبب ظهور خطيب مونا جيرولامو وهو عضو مجلس الأربعة عشر، غيرة من عاطفة منى تجاه جيانفرانشيسكو ، وأدرك كراهيتها له فيكشف جيرولامو لها عن مؤامرته لإعدام عشيقها بأمر من المجلس، تتآمر منى لقتل خطيبها بإرسال رسالتين عن طريق الساعي؛ حيث كانت الرسالة الأولى الموجهة إلى جيرولامو تطلب منه مقابلة خاصة عندما يقرأ جيرولامو هذه الملاحظة فيشك في أن الرسول لديه خطاب إضافي، لقد جعل رجاله يقتلون الرسول ويقرأ الرسالة الثانية الموجهة إلى جيانفرانشيسكو لتنبيهه بمؤامرة جيرولامو ويطلب منه الفرار وكذلك خطتها لقتل جيرولامو، يرسل جيرولامو مذكرته الخاصة بالإضافة إلى زي الكرنفال الفخم  إلى جيانفرانشيسكو تحت ستار من مونا، عند دخول منزلها بالزي تعرضت جيانفرانشيسكو للهجوم من قبل مونا التي لا تعرف هويتها، كما تعرض للطعن من الخلف من قبل خادم منى مور، يكشف جيانفرانشيسكو عن هويته لمونا ويموت، بينما تحزن منى على عشيقها الميت ويبدو أن "موت" يطالب بروحه لأن الشمعة الثانية من بين الثلاث شموع تحترق.

## قصة النور الثالث
في مزرعة في الإمبراطورية الصينية يتلقى الساحر الرئيسي “إي هاي”رسالة من الإمبراطور يطلب منه أداء الحيل السحرية في حفل عيد ميلاده، مع ذلك فإنه يحذر من أنه إذا حملت” إي هاي” فسيتم قطع رأسه.
باستخدام عصا اليشم الخاصة به ينقل "إي هاي "سجادة إلى قصر الإمبراطور مع مساعديه تياو تسين و ليانغ في السحب. يؤدي "إي هاي" إلى الإمبراطور، ويخلق جيشًا مصغرًا يعجب الإمبراطور ولكنه يريد مساعده تياو تسين كهدية له. يقدم له "إي هاي"حصانًا سحريًا بدلاً من ذلك، مرة أخرى أعجب الإمبراطور لكنه يأمر"إي هاي"بتسليم مساعده ليانغ عاشق  تياو تسين الذي يحاول الهروب معها ولكن يتم القبض عليها بينما يتم نقلها إلى أماكن الإمبراطور الخاصة. عندما يحاول الإمبراطور النوم معها ترفضه بسرعة ولكن مع هوسه بامتلاك مشاعر تياو تسين يلجأ الإمبراطور إلى "إي هاي" ويأمره بجعلها تستسلم، عندما تواجه "إي هاي" مساعده فإنها تأخذ عصاه وتتصدع بها عن طريق الخطأ، تحولت "إي هاي" باستخدام العصا إلى صبار وتحول العديد من الحراس إلى خنازير. لاحظت أنه كلما استخدمت العصا أكثر تدهورت أكثر، قام تياو تسيان بوضع فيل وإخراج ليانج من زنزانته وهربوا من القصر معًا فدعا الإمبراطور رامي سهامه لقتلهم.
عندما يواجه رامي السهام الإمبراطور المساعدين يقتل ليانغ لكنه يجنب تياو تسيان. يقوم "موت" بالاستيلاء على روح ليانغ وتحترق الشموع الثلاثة الأخيرة.

## النهاية
على الرغم من فوز "موت" بالرهان" إلا أنه يشفق على الأنثى العاشقة ويقدم لها فرصة واحدة أخيرة للالتقاء بحبيبها، يخبرها "موت" أنه إذا وجدت روحًا أخرى لتحل محل حبيبها الميت فسوف يعود إلى الحياة، كما يحذرها من أنه سيكون أمامها ساعة فقط للقيام بذلك.
عندما طلبت من العديد من القرويين الأكبر سناً أن يتبادلوا حياتهم سرعان ما تم رفضها، ثم اندلع حريق في مبنى كبير وهرع الكثير من الناس للهروب تاركين وراءهم طفلًا، كانت العاشقة تركض إلى المبنى المحترق وتحمل الطفل، يظهر "موت" وهو مستعد لقبول الطفل بدلاً من حبيبها ومع ذلك فإنها تنظر من النافذة لترى الأم الحزينة تبكي على طفلها وهي غير راغبة في تكرار تجربة أخرى تولد مثل هذه الخسارة فسلمت الطفل إلى الأم، ثم تلتفت إلى "موت" وتقدم له روحها قانعة بأن تنضم إلى حبيبها في الموت فيأخذها "موت" من خلال جداره وتفرح وهي تجتمع مع حبيبها.

## طاقم التمثيل
ليل داجوفر دور النصف الأنثوي من الزوجين المحبين ، بالإضافة إلى زوبيدي ، ومونا فياميتا ، وتياو تسين
والتر يانسن في دور النصف الذكر من الزوجين المحبين ، بالإضافة إلى فرانك وجيانفرانشيسكو وليانغ
برنارد جويتزكي في دور الموت وإل موت ورامي السهام الإمبراطور
هانز ستيرنبرغ كرئيس للبلدية
كارل روكرت في دور القس
ماكس أدلبرت بصفته كاتب العدل والمستشار
فيلهلم ديجلمان كالطبيب
إريك بابست كمعلم
كارل بلاتن كطبيب
هيرمان بيشا كخياط
بول ريكوف بصفته حفار القبور
ماكس فايفر كحارس ليلي
جورج جون كالمتسول
ليديا بوتشينا بصفتها صاحبة الأرض
جريت بيرجر كأم
إدوارد فون وينترشتاين كالخليفة
إريكا أونروه بدور عائشة
رودولف كلاين روج في دور درويش وجيرولامو
لويس برودي في دور مور
لوثار موتيل كرسول
إدغار بولي كصديق
لينا بولسن ممرضة
تشارلز بوفي كإمبراطور للصين
بول نيومان بصفته الجلاد

## الإلهام
الفيلم مستوحى إلى حد كبير من الحكاية الأسطورية الهندية لساتي سافيتري بالإضافة إلى التجربة الشخصية للمخرج، وفقًا لكاتب سيرة لانغ باتريك ماكغيليجان فإن الفيلم "جاء في أعقاب وفاة والدته [و] سيكون تأمل المخرج الأكثر عمقًا ورحمةً بشأن الموت". يشرح أن لانغ جاء برؤيته "للموت" بينما كان يعاني من الحمى في السرير عندما كان طفلاً: تذكر تصور نهج «الغريب المظلم» في قبعة واسعة الحواف مضاءة بضوء القمر المتدفق من خلال نافذة نصف مفتوحة.
" لقد نمت وحلمت - أم كنت مستيقظًا؟ " ألمح "وجه أمي المحبوبة الملطخ بالدموع" وهي تنزلق عن الأنظار، رفع نفسه بشكل ضعيف ليقتاده الموت، فأمسك يده ودفعه إلى أسفل وأنقذه، إنها لتجربة مصحوبة "بنوع من النشوة الصوفية التي أعطتني الفهم الكامل للنشوة التي جعلت الشهداء والقديسين يحتضنون الموت بالرغم من صغر سني" تعافى لانغ "لكن حب الموت المضاعف من الرعب والعاطفة بقي معي وأصبح جزءًا من أفلامي".

## إطلاق سراح
الإفراج عن مسرحية
كان يُعتقد لبعض الوقت أن العناوين الداخلية للفيلم قد ضاعت؛ استعاد إينو باتالاس مدير متحف ميونيخ Stadtmuseum" معظمهم من "Cinématèque "Française بفضل لوت إيسنر.
وسائل الإعلام الرئيسية
أصدرت في عام 2016 السينما نسخة مستعادة من الفيلم على بلوراي تضمن هذا الإصدار صبغات الألوان الأصلية لانغ وذلك بفضل مؤسسة مورناو.

## التلقي
الاستجابة الأولية
تم تلقي فلم Destiny بشكل سيئ عند إطلاقه حيث اشتكى النقاد من أنه لم يكن "ألمانيًا" بما فيه الكفاية إلا أن الفيلم لاقى استحسانًا في فرنسا مما أدى بدوره إلى زيادة الإشادة به في ألمانيا.

## استجابة لاحقة
على موقع روتن توميتوز حصل الفيلم على تصنيف موافقة بنسبة 90 ٪ بناءً على 19 مراجعة بمتوسط تقييم مرجح قدره 8/10،  منح المؤلف والناقد السينمائي ليونارد مالتين الفيلم ثلاثة ونصف من أصل أربعة نجوم محتملة مشيدًا بالإخراج الفني للفيلم والتصوير الفوتوغرافي والمؤثرات الخاصة.

## التحليلات
جون إس تيتفورد من مجلة سينما جورنال يتضمن شخصية "موت"كمثال على اهتمام لانج الموضوعي بالبشر الذين يتصرفون كآلات، يجادل بأن شخصيات مثل الموت "تأخذ نوعية الرموز وتصبح نماذج أولية للقوى دون البشرية التي تجسد مفهوم القدر أو التهديد للأمة الألمانية في السنوات التي تلت الحرب العالمية الأولى مباشرة ".
مظهر الموت الذي يشبه الأشباح هو ميزة متكررة في أفلام لانغ ويقال إنها تنبع من الأحلام التي كان يراودها عندما كان طفلاً؛ حيث تظهر أرقام مماثلة في متروبوليس (1927) وأثناء نوم المدينة (1956).

## إرث
استوحى لويس بونويل مخرج Un Chien Andalou بشدة من هذا الفيلم  حيث قال:
"عندما رأيت فلم "Destiny" أدركت فجأة أنني أريد أن أصنع أفلامًا، لم تكن القصص الثلاث نفسها هي التي حركتني كثيرًا ولكن الحلقة الرئيسية - وصول الرجل ذو القبعة السوداء (الذي تعرفت عليه على الفور على أنه الموت) في القرية الفلمنكية والمشهد في المقبرة، شيء ما في هذا الفيلم تحدث عن شيء عميق بداخلي وأوضح حياتي ورؤيتي للعالم".
في فيلم Un Chien Andalou من Buñuel تم دفن اثنين من العشاق في الرمال في إشارة إلى وفاة فرانك في الفيلم،
صرح ألفريد هيتشكوك ذات مرة أنه معجب بالفيلم.
ورد أن ممثل هوليوود دوغلاس فيربانكس كان معجبًا جدًا بالمؤثرات الخاصة للفيلم ومشهد السجادة الطائرة على وجه الخصوص وسرعان ما حصل على حقوق الفيلم؛ بحيث يمكن تكرارها في فيلم راؤول والش عام 1924 ، "The Thief of Baghdad".
وفقًا لروبرت كاشيل من سينايست فقد كان لأداء برنارد جويتزكي دور موت تأثير على إنجمار بيرغمان الختم السابع (1957).